# Victor-Tedesco-Stadion
Das Victor-Tedesco-Stadion ist ein Fußballstadion in Ħamrun auf Malta.
Es hat ein Fassungsvermögen von 1.962 Zuschauern und ist ein reines Sitzplatzstadion. Das Stadion ist nach Victor Tedesco benannt, einem ehemaligen Präsidenten der Ħamrun Spartans. Das Stadion gehört den Ħamrun Spartans, die hier ihre Heimspiele austragen.